# Cootham
Cootham – osada w Anglii, w hrabstwie West Sussex, w dystrykcie Horsham. Leży 24 km na północny wschód od miasta Chichester i 70 km na południe od Londynu.